# Metavermilia spicata
Metavermilia spicata är en ringmaskart som beskrevs av Imajima 1977. Metavermilia spicata ingår i släktet Metavermilia och familjen Serpulidae. Inga underarter finns listade i Catalogue of Life.